# Crvena vjeverica
Crvena vjeverica ili obična vjeverica (latinski: Sciurus vulgaris) je jedina europska autohtona vrsta iz porodica Sciuridae, a kroz mnoga stoljeća je bila i jedina vrsta na starom kontinentu. Upravo zbog toga je uvijek nosila naziv samo "vjeverica", bez bojazni da bi se mogla zamijeniti s bilo kojom drugom vrstom vjeverica (ima ih oko 200) koliko ih ima na Zemlji. No, posljednjih godina, zoolozi su je počeli zvati crvena vjeverica. Neke žive na drveću, druge u podzemnim jazbinama. Ni jedna vrsta vjeverica ne hibernira, iako su manje aktivne, pa je u hladnim zimama u prednosti siva vjeverica koja nakupi znatno deblji sloj zaliha masti. Podzemne vjeverice (tekunice) hiberniraju određeni period (3 – 5 mj.) zimi te su im tada životne funkcije svedene na minimum.

## Obilježja vjeverice
Dimenzije: do 24 (19,5 – 28) cm + rep od 19 (14 – 24) cm
Rasprostranjenost: Europa, osim Islanda i sredozemnih otoka.
Životni prostor: stare bjelogorične, crnogorične i miješane šume. parkovi, vrtovi; u Alpama do visine 2000 m.
Opis: odozgo- crvenosmeđa poput lisice, često tamna ili crna, odozdo- bijela; oči i uske velike (zimi s čupercima dlaka na vrhovima uski); rep dug, kitnjast.
Način života: spretno i brzo se penje i skače, po deblima i glavom nadolje; daleko skače; veliko, loptasto gnijezdo od grančica i mahovine gradi u krošnjama, dupljama; ne spava pravi zimski san; sprema zalihe hrane.
Parenje: I—VII. koti 2 – 5 puta po 3 – 7 mladih (II-VIII), mlade nosi 38 dana (slijepi 31 dan, sišu 35 – 42 dana, samostalni su s 49 – 56 dana, spolno zreli s 12 mjeseci)
Glasanje: coktanje. Prehrana: sjemenke četinjača, razni plodovi, orasi, lješnjaci, gljive, kora, kukci, ptičja jaja, mlade ptice.
Životni vijek 8 – 10 godina

## Vjeverice danas
Naime, posljednjih desetljeća pojavila se velika prijetnja crvenoj vjeverici, a riječ je o sivoj vjeverici Sciurus carolinensis koja potječe iz Sjeverne Amerike. Uvežena je u Europu, a prvi put u Englesku krajem prošlog stoljeća. Posljednjih pedeset godina siva vjeverica se je nevjerojatno proširila na području Velike Britanije dok je crvena vjeverica postala sve rjeđa te je gotovo u potpunosti nestala s tog područja. Danas se još može pronaći u Škotskoj i ponekim otocima.
Nestanak crvene vjeverice je znatno složeniji no što se mislilo. Pomišljalo se da je nestala zato što je siva vjeverica puno jača i veća od crvene pa je agresivnija prema njoj. Napravljena su brojna istraživanja i dokazano je da to nije pravi razlog.
Pravi razlog povećanja brojnosti sive i smanjenja crvene vjeverice je taj što su sive vjeverice bolje prilagođene životu u listopadnim šumama. Crvene vjeverice prilagodile su se životu u crnogoričnim šumama u kojima se hrane pinjolima, plodovima koji se nalaze na vrhovima stabala. Iako ove hrane nema u izobilju barem je prisutna u svim godišnjim dobima i upravo zato su populacije crvenih vjeverica obično rijetke (manje od jedne jedinke po hektaru). Čak na mjestima gdje i ima dovoljno hrane ova vrsta obično ima jedno mlado, rijetko dva godišnje, za razliku od sivih vjeverica koji imaju po dva mlada godišnje. Prehrana im je raznolikija pa se na jednom hektaru mogu zateći i šest jedinki. Brojnije i krupnije sive vjeverice konzumiraju znatno više hrane od crvene vjeverice. Primjerice, obje vrste vjeverica vole jesti lješnjake, no kako su sive brojnije preostaje manje lješnjaka za crvenu vrstu. Najkritičniji faktor je što crvene vjeverice ne vole žireve jer ih ne mogu dobro probaviti što je velika nepovoljnost za njih jer su upravo oni glavni izvor jesenje hrane mnogim životinjama. Za razliku od njih, sive vjeverice obožavaju žireve i do zime uspiju bez muke napraviti masne zalihe.
U Italiji su sive vjeverice gotovo u potpunosti istrijebile domicilnu crvenu, pa su Talijani bili primorani rigoroznim mjerama (puškama) riješiti se stranca i jedna su od rijetkih zemalja koje su u tome uspjele.